# Coppa CEV 2012-2013 (maschile)
La Coppa CEV 2012-2013, 41ª edizione della Coppa CEV di pallavolo maschile, si è svolta dal 23 ottobre 2012 al 3 marzo 2013: al torneo hanno partecipato trentasei squadre di club europee e la vittoria finale è andata per la prima volta all'Halkbank.

## Regolamento
Al torneo inizialmente hanno partecipato 32 squadre che si sono sfidate in diverse fasi ad eliminazione diretta, suddivise in sedicesimi di finale, ottavi di finale e quarti di finale: le 4 squadre qualificate hanno quindi disputato la Challenge Round affrontando 4 squadre eliminate durante la fase a gironi della Champions League 2012-13; hanno quindi proseguito con semifinali e finale.

## Squadre partecipanti
| - Aich/Dob - Roeselare - Topvolley Antwerpen - Kakanj - CSKA Sofia - Levski Sofia - Anorthōsīs - Karavas - Mladost Kaštela | - Audentese - Tampereen Isku - Vammalan - Cannes - Rennes - Tours - Unterhaching - Arīs Salonicco - Pamvochaïkos | - Maccabi Tel Aviv - Top Volley Latina - Orion - Zwolle - Jastrzębski Węgiel - Łuczniczka Bydgoszcz - České Budějovice - Dinamo Bucarest - Iskra Odincovo | - Vojvodina - Chemes Humenné - Kamnik - Amriswil - Chênois - Halkbank - Maliye Milli Piyango - Krymsoda - Lokomotyv Charkiv |

## Torneo

### Sedicesimi di finale

#### Andata
| 24 ottobre 2012 Hristo Botev Hall, Sofia Durata: 1h:11 - Spettatori: 1 100                        | CSKA Sofia           | 0 - 3 | Top Volley Latina   | 17-25, 14-25, 21-25               |
| 25 ottobre 2012 Kalev Sports Hall, Tallinn Durata: 2h:00 - Spettatori: 700                        | Audentese            | 3 - 2 | Vammalan            | 25-22, 21-25, 22-25, 25-22, 15-13 |
| 24 ottobre 2012 Hala Tivoli, Lubiana Durata: 1h:42 - Spettatori: 200                              | Kamnik               | 3 - 1 | Amriswil            | 25-14, 25-18, 23-25, 25-21        |
| 24 ottobre 2012 JUFA Arena, Bleiburg Durata: 1h:14 - Spettatori: 450                              | Aich/Dob             | 3 - 0 | Kakanj              | 25-17, 25-16, 25-17               |
| 24 ottobre 2012 Alexandreio Melathron, Salonicco Durata: 1h:18 - Spettatori: 260                  | Arīs Salonicco       | 3 - 0 | Topvolley Antwerpen | 25-17, 25-21, 25-23               |
| 25 ottobre 2012 Hristo Botev Hall, Sofia Durata: 1h:41 - Spettatori: 300                          | Levski Sofia         | 3 - 1 | Tampereen Isku      | 25-16, 26-24, 20-25, 25-16        |
| 24 ottobre 2012 Başkent Voleybol Salonu, Ankara Durata: 1h:19 - Spettatori: 300                   | Maliye Milli Piyango | 3 - 0 | Orion               | 27-25, 25-22, 25-19               |
| 24 ottobre 2012 Hala Sportowa, Jastrzębie-Zdrój Durata: 1h:27 - Spettatori: 2 400                 | Jastrzębski Węgiel   | 3 - 0 | Rennes              | 25-22, 25-23, 30-28               |
| 23 ottobre 2012 Volejbol'nyj centr Moskovskoj oblasti, Odincovo Durata: 0h:59 - Spettatori: 1 100 | Iskra Odincovo       | 3 - 0 | Maccabi Tel Aviv    | 25-12, 25-16, 25-11               |
| 24 ottobre 2012 Centre Sportif Sous-Moulin, Thônex Durata: 1h:08 - Spettatori: 950                | Chênois              | 0 - 3 | Krymsoda            | 18-25, 14-25, 19-25               |
| 23 ottobre 2012 Lucian Grigorescu Sports Hall, Bucarest Durata: 1h:26 - Spettatori: 250           | Dinamo Bucarest      | 0 - 3 | Zwolle              | 32-34, 24-26, 20-25               |
| 24 ottobre 2012 Hala Łuczniczka, Bydgoszcz Durata: 1h:28 - Spettatori: 2 237                      | Łuczniczka Bydgoszcz | 3 - 0 | Halkbank            | 25-22, 25-22, 29-27               |
| 23 ottobre 2012 Spyros Kyprianou Sports Centre, Limassol Durata: 1h:15 - Spettatori: 100          | Karavas              | 0 - 3 | Cannes              | 23-25, 21-25, 22-25               |
| 23 ottobre 2012 SPC Vojvodina, Novi Sad Durata: 1h:05 - Spettatori: 400                           | Vojvodina            | 0 - 3 | Lokomotyv Charkiv   | 13-25, 23-25, 17-25               |
| 24 ottobre 2012 Gradska dvorana Kaštela, Castelli Durata: 1h:17 - Spettatori: 300                 | Mladost Kaštela      | 3 - 0 | Anorthōsīs          | 25-22, 25-17, 25-22               |
| 24 ottobre 2012 Mestská športová hala, Humenné Durata: 1h:53 - Spettatori: 700                    | Chemes Humenné       | 2 - 3 | Pamvochaïkos        | 25-18, 23-25, 25-12, 22-25, 13-15 |

#### Ritorno
| 1º novembre 2012 PalaBianchini, Latina Durata: 1h:35 - Spettatori: 1 107                     | Top Volley Latina   | 3 - 1 | CSKA Sofia           | 25-16, 25-15, 23-25, 25-21                          |
| 1º novembre 2012 Vexve Areena, Sastamala Durata: 1h:20 - Spettatori: 750                     | Vammalan            | 3 - 0 | Audentese            | 25-18, 25-17, 25-14 Golden set: 15-10               |
| 1º novembre 2012 Athletikzentrum St. Gallen, San Gallo Durata: 1h:58 - Spettatori: 650       | Amriswil            | 3 - 1 | Kamnik               | 25-16, 25-17, 18-25, 25-19 Golden set: 11-15        |
| 31 ottobre 2012 KSC Kakanj, Kakanj Durata: 2h:05 - Spettatori: 900                           | Kakanj              | 2 - 3 | Aich/Dob             | 21-25, 25-20, 18-25, 28-26, 13-15                   |
| 31 ottobre 2012 Sporthal Arena, Deurne Durata: 2h:36 - Spettatori: 1 250                     | Topvolley Antwerpen | 3 - 2 | Arīs Salonicco       | 23-25, 25-13, 22-25, 25-21, 23-21 Golden set: 15-13 |
| 31 ottobre 2012 Pyynikin palloiluhalli, Tampere Durata: 1h:18 - Spettatori: 370              | Tampereen Isku      | 3 - 0 | Levski Sofia         | 25-15, 25-17, 25-14 Golden set: 15-5                |
| 31 ottobre 2012 Omnisport Apeldoorn, Apeldoorn Durata: 1h:21 - Spettatori: 875               | Orion               | 0 - 3 | Maliye Milli Piyango | 30-32, 21-25, 18-25                                 |
| 31 ottobre 2012 Salle Colette-Besson, Rennes Durata: 1h:13 - Spettatori: 1 250               | Rennes              | 0 - 3 | Jastrzębski Węgiel   | 15-25, 23-25, 23-25                                 |
| 30 ottobre 2012 National Sport Center, Tel Aviv Durata: 1h:10 - Spettatori: 150              | Maccabi Tel Aviv    | 0 - 3 | Iskra Odincovo       | 21-25, 15-25, 21-25                                 |
| 30 ottobre 2012 FSK Olymp, Južne Durata: 1h:34 - Spettatori: 430                             | Krymsoda            | 3 - 1 | Chênois              | 25-18, 25-22, 20-25, 25-23                          |
| 31 ottobre 2012 Landstede Sportcentrum, Zwolle Durata: 2h:09 - Spettatori: 750               | Zwolle              | 3 - 2 | Dinamo Bucarest      | 25-23, 25-22, 26-28, 21-25, 19-17                   |
| 1º novembre 2012 Başkent Voleybol Salonu, Ankara Durata: 2h:18 - Spettatori: 400             | Halkbank            | 3 - 2 | Łuczniczka Bydgoszcz | 25-21, 25-22, 21-25, 18-25, 16-14 Golden set: 15-8  |
| 31 ottobre 2012 Palais des Victoires, Cannes Durata: 1h:58 - Spettatori: 1 000               | Cannes              | 3 - 2 | Karavas              | 25-18, 25-22, 14-25, 24-26, 15-8                    |
| 31 ottobre 2012 Sport Palace Lokomotiv, Charkiv Durata: 1h:07 - Spettatori: 2 200            | Lokomotyv Charkiv   | 3 - 0 | Vojvodina            | 25-21, 25-11, 25-11                                 |
| 30 ottobre 2012 Anorthosis Famagusta Sports Center, Limassol Durata: 1h:52 - Spettatori: 600 | Anorthōsīs          | 3 - 1 | Mladost Kaštela      | 16-25, 25-18, 25-16, 25-21 Golden set: 15-13        |
| 27 ottobre 2012 Kl. Gymnastīrio Galanopoulos, Loutraki Durata: 2h:40 - Spettatori: 800       | Pamvochaïkos        | 2 - 3 | Chemes Humenné       | 25-23, 22-25, 31-33, 25-20, 13-15 Golden set: 15-9  |

#### Squadre qualificate
| - Aich/Dob - Topvolley Antwerpen - Anorthōsīs - Tampereen Isku - Vammalan - Cannes - Pamvochaïkos - Top Volley Latina | - Zwolle - Jastrzębski Węgiel - Iskra Odincovo - Kamnik - Halkbank - Maliye Milli Piyango - Lokomotyv Charkiv - Krymsoda |

### Ottavi di finale

#### Andata
| 14 novembre 2012 Vexve Areena, Sastamala Durata: 1h:51 - Spettatori: 852                        | Vammalan             | 3 - 1 | Top Volley Latina   | 26-24, 25-19, 23-25, 25-20        |
| 14 novembre 2012 Hala Tivoli, Lubiana Durata: 2h:04 - Spettatori: 300                           | Kamnik               | 3 - 2 | Aich/Dob            | 25-21, 24-26, 25-21, 20-25, 15-11 |
| 15 novembre 2012 Pyynikin palloiluhalli, Tampere Durata: 1h:17 - Spettatori: 250                | Tampereen Isku       | 0 - 3 | Topvolley Antwerpen | 20-25, 20-25, 23-25               |
| 14 novembre 2012 Başkent Voleybol Salonu, Ankara Durata: 1h:34 - Spettatori: 200                | Maliye Milli Piyango | 1 - 3 | Jastrzębski Węgiel  | 15-25, 14-25, 26-24, 17-25        |
| 13 novembre 2012 FSK Olymp, Južne Durata: 1h:06 - Spettatori: 1 000                             | Krymsoda             | 0 - 3 | Iskra Odincovo      | 18-25, 23-25, 18-25               |
| 13 novembre 2012 Başkent Voleybol Salonu, Ankara Durata: 1h:09 - Spettatori: 800                | Halkbank             | 3 - 0 | Zwolle              | 25-18, 25-23, 25-20               |
| 13 novembre 2012 Palais des Victoires, Cannes Durata: 2h:04 - Spettatori: 1 000                 | Cannes               | 2 - 3 | Lokomotyv Charkiv   | 22-25, 25-18, 27-25, 24-26, 9-15  |
| 15 novembre 2012 Anorthosis Famagusta Sports Center, Limassol Durata: 1h:19 - Spettatori: 1 000 | Anorthōsīs           | 0 - 3 | Pamvochaïkos        | 18-25, 25-27, 20-25               |

#### Ritorno
| 21 novembre 2012 PalaBianchini, Latina Durata: 1h:31 - Spettatori: 738                             | Top Volley Latina   | 3 - 0 | Vammalan             | 25-17, 26-24, 25-15 Golden set: 15-11       |
| 21 novembre 2012 JUFA Arena, Bleiburg Durata: 1h:32 - Spettatori: 500                              | Aich/Dob            | 3 - 0 | Kamnik               | 25-18, 25-12, 25-15 Golden set: 15-9        |
| 20 novembre 2012 Sporthal Arena, Deurne Durata: 1h:14 - Spettatori: 1 100                          | Topvolley Antwerpen | 3 - 0 | Tampereen Isku       | 25-23, 25-11, 25-16                         |
| 21 novembre 2012 Hala Sportowa, Jastrzębie-Zdrój Durata: 1h:53 - Spettatori: 2 400                 | Jastrzębski Węgiel  | 1 - 3 | Maliye Milli Piyango | 25-15, 26-28, 21-25, 21-25 Golden set: 8-15 |
| 21 novembre 2012 Volejbol'nyj centr Moskovskoj oblasti, Odincovo Durata: 1h:26 - Spettatori: 2 000 | Iskra Odincovo      | 3 - 1 | Krymsoda             | 25-17, 22-25, 25-10, 25-21                  |
| 20 novembre 2012 Landstede Sportcentrum, Zwolle Durata: 1h:11 - Spettatori: 1 200                  | Zwolle              | 0 - 3 | Halkbank             | 17-25, 14-25, 18-25                         |
| 21 novembre 2012 Sport Palace Lokomotiv, Charkiv Durata: 1h:39 - Spettatori: 2 500                 | Lokomotyv Charkiv   | 3 - 1 | Cannes               | 21-25, 25-19, 25-19, 25-21                  |
| 21 novembre 2012 Kl. Gymnastīrio Galanopoulos, Loutraki Durata: 1h:16 - Spettatori: 620            | Pamvochaïkos        | 3 - 0 | Anorthōsīs           | 25-22, 25-16, 25-19                         |

#### Squadre qualificate
- Aich/Dob
- Topvolley Antwerpen
- Pamvochaïkos
- Top Volley Latina
- Iskra Odincovo
- Halkbank
- Maliye Milli Piyango
- Lokomotyv Charkiv

### Quarti di finale

#### Andata
| 6 dicembre 2012 PalaBianchini, Latina Durata: 1h:41 - Spettatori: 1 000                | Top Volley Latina    | 3 - 1 | Aich/Dob            | 25-20, 25-27, 25-19, 25-19 |
| 5 dicembre 2012 Başkent Voleybol Salonu, Ankara Durata: 2h:03 - Spettatori: 100        | Maliye Milli Piyango | 3 - 1 | Topvolley Antwerpen | 25-23, 22-25, 25-16, 25-22 |
| 5 dicembre 2012 Başkent Voleybol Salonu, Ankara Durata: 1h:57 - Spettatori: 2 000      | Halkbank             | 3 - 1 | Iskra Odincovo      | 26-28, 25-21, 25-20, 25-23 |
| 5 dicembre 2012 Kl. Gymnastīrio Galanopoulos, Loutraki Durata: 1h:52 - Spettatori: 500 | Pamvochaïkos         | 1 - 3 | Lokomotyv Charkiv   | 23-25, 27-25, 17-25, 23-25 |

#### Ritorno
| 12 dicembre 2012 JUFA Arena, Bleiburg Durata: 1h:46 - Spettatori: 1 000                            | Aich/Dob            | 1 - 3 | Top Volley Latina    | 25-23, 20-25, 20-25, 13-25 |
| 12 dicembre 2012 Sporthal Arena, Deurne Durata: 1h:44 - Spettatori: 1 200                          | Topvolley Antwerpen | 3 - 1 | Maliye Milli Piyango | 26-24, 25-20, 22-25, 25-17 |
| 12 dicembre 2012 Volejbol'nyj centr Moskovskoj oblasti, Odincovo Durata: 1h:22 - Spettatori: 1 000 | Iskra Odincovo      | 0 - 3 | Halkbank             | 22-25, 22-25, 21-25        |
| 12 dicembre 2012 Sport Palace Lokomotiv, Charkiv Durata: 1h:09 - Spettatori: 2 300                 | Lokomotyv Charkiv   | 3 - 0 | Pamvochaïkos         | 25-19, 25-17, 25-14        |

#### Squadre qualificate
- Top Volley Latina
- Halkbank
- Maliye Milli Piyango
- Lokomotyv Charkiv

### Challenge Round

#### Andata
| 16 gennaio 2013 Sportzentrum am Utzweg, Unterhaching Durata: 1h:22 - Spettatori: 518 | Unterhaching     | 0 - 3 | Top Volley Latina    | 23-25, 18-25, 24-26        |
| 17 gennaio 2013 Sportovní Hala, České Budějovice Durata: 1h:41 - Spettatori: 1 300   | České Budějovice | 1 - 3 | Maliye Milli Piyango | 25-20, 15-25, 23-25, 25-27 |
| 16 gennaio 2013 Başkent Voleybol Salonu, Ankara Durata: 1h:22 - Spettatori: 1 500    | Halkbank         | 3 - 0 | Roeselare            | 25-20, 25-21, 25-18        |
| 16 gennaio 2013 Salle Robert-Grenon, Tours Durata: 1h:12 - Spettatori: 2 500         | Tours            | 3 - 0 | Lokomotyv Charkiv    | 25-15, 26-24, 25-22        |

#### Ritorno
| 24 gennaio 2013 PalaBianchini, Latina Durata: 1h:56 - Spettatori: 1 400           | Top Volley Latina    | 0 - 3 | Unterhaching     | 24-26, 24-26, 21-25 Golden set: 15-11       |
| 24 gennaio 2013 Başkent Voleybol Salonu, Ankara Durata: 1h:10 - Spettatori: 1 000 | Maliye Milli Piyango | 3 - 0 | České Budějovice | 25-22, 25-18, 25-16                         |
| 23 gennaio 2013 Schiervelde, Roeselare Durata: 1h:19 - Spettatori: 1 450          | Roeselare            | 0 - 3 | Halkbank         | 18-25, 23-25, 20-25                         |
| 23 gennaio 2013 Sport Palace Lokomotiv, Charkiv Durata: 2h:04 - Spettatori: 2 700 | Lokomotyv Charkiv    | 3 - 1 | Tours            | 25-18, 25-16, 17-25, 30-28 Golden set: 15-6 |

#### Squadre qualificate
- Top Volley Latina
- Halkbank
- Maliye Milli Piyango
- Lokomotyv Charkiv

### Semifinali

#### Andata
| 6 febbraio 2013 Başkent Voleybol Salonu, Ankara Durata: 1h:43 - Spettatori: 500   | Maliye Milli Piyango | 3 - 1 | Top Volley Latina | 25-19, 25-22, 21-25, 25-18 |
| 6 febbraio 2013 Başkent Voleybol Salonu, Ankara Durata: 1h:18 - Spettatori: 1 000 | Halkbank             | 3 - 0 | Lokomotyv Charkiv | 25-19, 25-21, 25-17        |

#### Ritorno
| 13 febbraio 2013 PalaBianchini, Latina Durata: 1h:13 - Spettatori: 1 219           | Top Volley Latina | 3 - 0 | Maliye Milli Piyango | 25-17, 25-13, 25-20 Golden set: 15-11 |
| 13 febbraio 2013 Sport Palace Lokomotiv, Charkiv Durata: 1h:20 - Spettatori: 3 200 | Lokomotyv Charkiv | 0 - 3 | Halkbank             | 21-25, 23-25, 22-25                   |

#### Squadre qualificate
- Top Volley Latina
- Halkbank

### Finale

#### Andata
| 27 febbraio 2013 PalaBianchini, Latina Durata: 1h:55 - Spettatori: 2 001 | Top Volley Latina | 1 - 3 | Halkbank | 22-25, 26-24, 21-25, 21-25 |

#### Ritorno
| 3 marzo 2013 Başkent Voleybol Salonu, Ankara Durata: 2h:06 - Spettatori: 4 800 | Halkbank | 3 - 2 | Top Volley Latina | 21-25, 26-24, 25-17, 22-25, 15-11 |

#### Squadra campione
- Halkbank